# Latitudine di posa
La latitudine di posa indica, con una misura in f/stop (in stop o EV), la tolleranza e quindi la capacità di un sensore di un apparecchio di ripresa video-fotografica, o di un'emulsione di una pellicola fotografica di raccogliere informazione visiva nelle zone di sottoesposizione o sovraesposizione di un'immagine. La latitudine di posa aumenta in pellicole più sensibili (maggiori valori ISO): le pellicole con ampia latitudine di posa sono necessarie per scattare velocemente, ad esempio nel fotogiornalismo oppure nei casi in cui non ci sia il tempo materiale di sostituire la pellicola con una più o meno sensibile, di quella già inserita nell'apparecchio fotografico; in campo digitale questo problema non sussiste, in quanto è generalmente possibile regolare la sensibilità ISO, fotogramma per fotogramma.
Variando entro i limiti della latitudine di posa i valori di tempo e di diaframma, la fotografia sarà comunque correttamente stampabile, anche se il negativo dopo lo sviluppo, appare più chiaro o più scuro di un negativo correttamente esposto. 

La possibilità di recupero dei toni dell'immagine in fase di stampa, è data dal fatto di non uscire dai parametri di tolleranza per ogni tipologia di pellicola:

- La latitudine di posa nelle pellicole b/n è circa 6 stop (tolleranza di -3 stop; +3 stop)
- Nelle diapositive è quasi inesistente (1 stop), in quanto la pellicola stessa costituisce il prodotto finito (tolleranza di -1⁄2 stop; +1/2 stop)
- Sufficientemente ampia a coprire piccoli errori di esposizione, nelle pellicole negative a colori è circa 3 stop e 1/2 (tolleranza di - 1e1/2 stop; +2 stop).

La latitudine di posa dei sensori digitali dipende sostanzialmente dalle dimensioni, dalle caratteristiche fotosensibili di ogni elemento, ma anche dall'elettronica analogica di pre-conversione che massimizza la dinamica, centrando il valore di gamma.
Dai sensori del grande formato ai micro-sensori delle tascabili, il valore della latitudine di posa può essere misurato tra 1.5 e 4 stop (o poco più).